# Henry-Eugène Delacroix
Pour les articles homonymes, voir Henri Delacroix (homonymie).
Henry-Eugène Delacroix, né à Solesmes (Nord) le 16 janvier 1845 et mort à Tonneins (Lot-et-Garonne) le 26 avril 1930, est un peintre français.

## Biographie[1]

### Famille et formation
Eugène Henry Delacroix naît en 1845 à Solesmes d'Henry Joseph Delacroix, marchand mercier, et d'Eugénie Sophie Ménard, propriétaire. Il sera l'oncle du général de cavalerie Henri Descoins. Il n'a aucun lien de parenté avec Eugène Delacroix.
Henry-Eugène Delacroix manifeste rapidement des dispositions artistiques, ce qui plaît à son père grand amateur de musique et de peinture. Il entre à l'école communale de dessin de Cambrai en 1857 . En novembre 1864, il est admis dans les ateliers de Tony Robert-Fleury et d'Alexandre Cabanel à l'École des beaux-arts de Paris, où il reçoit plusieurs distinctions. De retour à Cambrai en 1867, sa mère étant veuve, il y obtient une bourse de la ville en 1869, puis est mobilisé dans la Garde nationale mobile après la déclaration de la Guerre de 1870. Sergent, fait prisonnier à Saint Quentin, il est interné quelques mois à Coblence en Allemagne, il en revient en 1872.
Le 10 octobre 1878, Henry-Eugène Delacroix épouse à Suresnes l'aquarelliste Pauline Garnier. De leur union naîtront deux fils, Paul et Jean.

### La période valenciennoise
En 1872, il réalise un Ecce homo, et reçoit commande du chemin de croix de l'église de Solesmes.
Il expose au Salon à Paris dès 1873 et y obtient une médaille de 3e classe en 1876.  
En 1881 H.E. Delacroix est professeur de peinture à l'Académie de Valenciennes, où il travaillera 10 ans. Cet atelier s'ouvre également aux filles, sous la direction de sa femme. Il dispose d'un bel atelier, mais se plaint en 1887 de ne pouvoir se consacrer, du fait de l'enseignement et des commandes, à sa passion, le paysage: "Je n'ai fait un seul portrait; je viens de faire mes deux premiers paysages".  
En 1880, Jules-Arsène Garnier recrute des proches et des anciens élèves de Tony Robert-Fleury, ses deux beaux-frères Édouard Debat-Ponsan et Henry-Eugène Delacroix, ainsi que Gaston Marquet, pour réaliser une commande  pour une société  néerlandaise, le Panorama  de  la  Bataille  de  Montretout, qui mesurera 40 mètres de circonférence. H.E. Delacroix se fait aider de ses élèves de Valenciennes. Le travail est rendu début novembre 1881 et inauguré le 11 à Amsterdam. En décembre suivant, cette même société commande un autre panorama à la même équipe de peintres : le Panorama de Constantinople. Delacroix, Debat-Ponsan et Garnier partent en voyage d'étude à Constantinople fin 1882, puis s'installent avec Marquet dans le village de Klempemborg, près de Copenhague, pour produire la toile, qui est livrée le 13 mai 1883. Elle sera exposée à Copenhague et à Amsterdam en 1883, puis à Paris en 1885.
En 1887 il hérite d'une propriété près de Toulouse, où il installe un atelier en 1890.

### L'atelier parisien
Après son succès au Salon de 1886 (médaille de 2e classe) , il démissionne en 1889 de son poste à Valenciennes. Il s'installe au 69 Boulevard Saint Jacques à Paris (14è), puis en 1891 ouvre avec sa femme un atelier commun dans leur logement au 22 rue de Douai à Paris (9è), où "les marchands de tableaux sont plus près". Il continue cependant à donner des cours dans le Nord "afin de faire bouillir la marmite".
Les nombreuses récompenses alors décernées à H.E. Delacroix assoient sa notoriété. En 1888, il devient membre de la Société des artistes français, chargée de l'organisation du Salon depuis 1881. Membre du Comité, il est élu membre du jury en 1892. En 1893, il participe à l'Exposition universelle de Chicago. En 1894, il reçoit les insignes de chevalier de la Légion d'honneur. A Paris, il se pose en défenseur des artistes habitant la province. Il sait que l'art académique qu'il prône est en perte de vitesse, mais, se référant à son maître Cabanel,  il dénonce le "tape-l'oeil" dans l'art, au détriment du dessin et de la composition, et critique le galeriste Paul Durand-Ruell et "l'art de décadence". Il se vend mal. 
En 1889, il reçoit une médaille d'argent à l'Exposition universelle. Il expose également au Salon d'hiver de 1906 à 1909.
De 1893 à 1897, il est également professeur au cours pour jeunes filles et dames que dirige son épouse au 30 rue du Faubourg Saint Honoré (12 Cité du Retiro) (8è).
Fin 1900, E. Maton dit de lui dans la Revue Septentrionale: "Nature fine, esprit rêveur, visage sympathique (...) il aime à vivre dans les régions éthérées où l'inspiration lui fait voir les formes impalpables et invisibles à nos yeux". Émile Anglade, dans la même revue en 1902, déclare que H.E. Delacroix "réalise une oeuvre poétique, avec la nature pour base". En 1903, Delacroix, qui participe régulièrement avec son épouse aux manifestations de l'association d'artistes ordinaires du Nord de la France, est nommé Rosati d'honneur.
En 1904, il décore la salle des mariages de la mairie de Solesmes de quinze toiles inspirées de la vie du paysan.
À la mort de sa femme en 1912, il multiplie les séjours en Haute-Garonne. Il poursuit ses grandes toiles décoratives mais exécute aussi "avec un plaisir infini" des paysages. A Saint-Lys, il signe six peintures réparties entre deux chapelles de l’église Saint-Julien. 
En 1918 son fils Paul, mobilisé, décède de la grippe espagnole en Serbie. Il envoie des toiles au Salon jusqu'en 1922.  Il finit par s’installer définitivement chez son fils Jean, polytechnicien et directeur d'une manufacture de tabac, à Tonneins (Lot-et-Garonne), où il meurt le 26 avril 1930 à 85 ans. Sa sépulture est au cimetière de Terre-Cabade à Toulouse.
A Solesmes, une école de peinture porte aujourd'hui son nom.

## Salons

### Salon des artistes français
- 1873 : Les deux Foscari ; La Mort de Jacopo ;
- 1875 : Dante et Virgile, le supplice des dissipateurs
- 1876 : Les Anges rebelles ; médaille de 3e classe
- 1877 : Prométhée et les Océanides
- 1886 : Le Serment des Communes à Bruxelles ; médaille de 2e classe
- 1896 : La Poésie guerrière ;  Mélancolie ;
- 1904 : La Prairie;
- 1910 : L'Heure dorée[12].
- 1922

### Autres salons

#### Exposition coloniale internationale de 1883 à Amsterdam
Panorama de Constantinople (oeuvre de Jules-Arsène Garnier en collaboration avec Debat-Ponsan et H.E. Delacroix).

#### Exposition universelle de Paris de 1889
La Chute des Titans  (médaille d'argent) 

#### Exposition universelle de 1893àChicago
Réveil ; Heure enchantée ; Mouettes et vagues.

#### Salon d'Hiver
- 1906
- 1909

#### Salons de province
- Valenciennes
- Toulouse

## Œuvres dans l'espace public

### Edifices publics
- Calais, théâtre de Calais : plafond et rideau de scène, 1907 ;
- Copenhague: Panorama de Montretout (oeuvre de Jules-Arsène Garnier en collaboration avec Debat-Ponsan et H.E. Delacroix) ;
- L'Haÿ-les-Roses, hôtel de ville : peintures décoratives (1908-1911[14]) ;
- Paris, mairie du 10e arrondissement : peinture décorative, 1905;
- Saint-Lys (Haute-Garonne), église : peintures du chœur, 1898-1899 et  1913-1916 ; peintures des chapelles;
- Saint-Martin du Touch, église : huiles sur toile, 1888-1890 ;
- Solesmes : église : Chemin de croix, 1874, quatorze huiles sur toile ;
- Solesmes  : hôtel de ville : peintures décoratives, 1907.

### Musées
- Cahors, musée de Cahors Henri-Martin : Les Anges rebelles, 1876, huile sur toile ;
- Cambrai, Musée de Cambrai : Prométhée et les Océanides, 1877; Dante et Virgile, le supplice des dissipateurs, 1875;
- Clermont-Ferrand, Musée d'art Roger-Quilliot, La lutte pour la vie, 1893, huile sur toile ;
- Rio de Janeiro, Niteroi, Museu de História e Artes do Estado : Danse antique;
- Le Touquet-Paris-Plage, Musée du Touquet-Paris-Plage : La pêcheuse de moules, 1886[15].

## Récompenses et honneurs
- 1865 : mention de perspective et d'anatomie ;
- 1868 : médaille d'esquisse peinte ;
- 1870 : subvention de 1 200 francs par la ville de Cambrai ;
- 1876 : médaille de 3e classe au Salon des artistes français ;
- 1886 : médaille de 2e classe au Salon des artistes français ;
- 1889 : médaille d'argent à l'Exposition universelle de 1889 ;
- 1894 : chevalier de la Légion d'honneur[16].

## Galerie d'œuvres

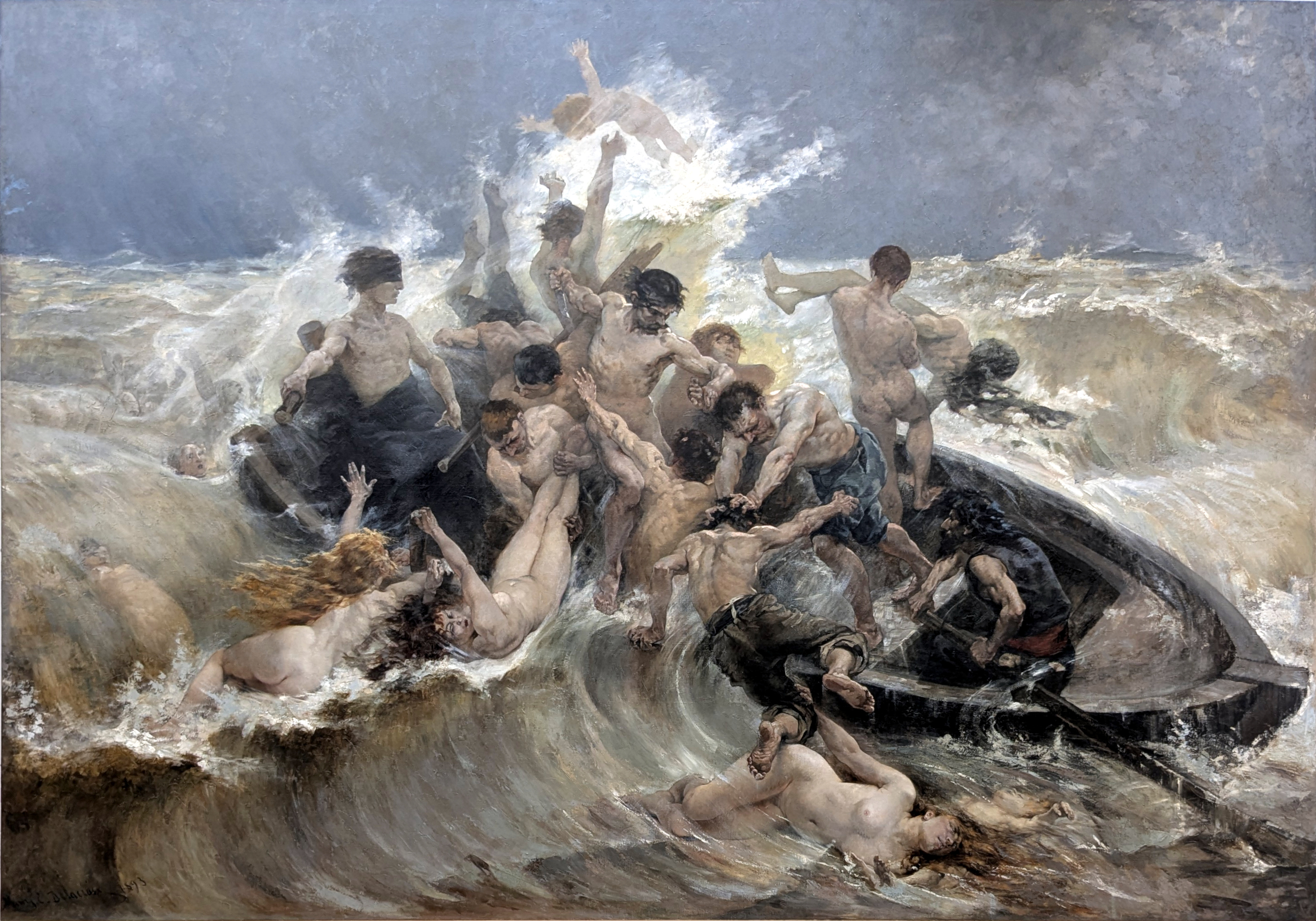
La lutte pour la vie (1893)
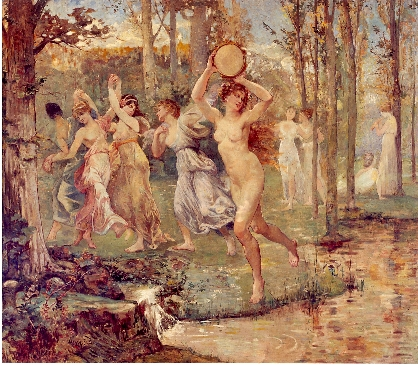
Danse antique
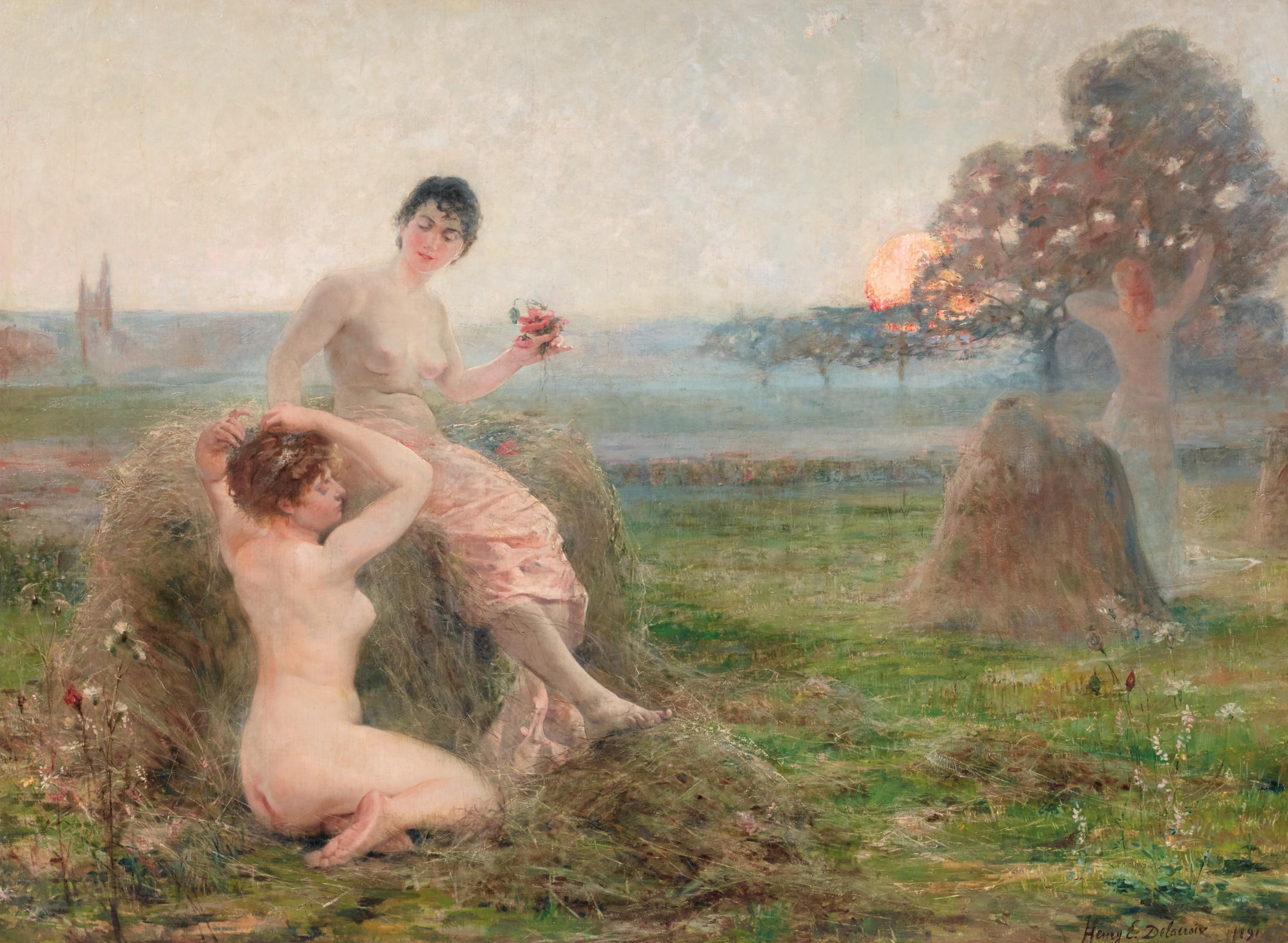
L'heure enchantée (1891)
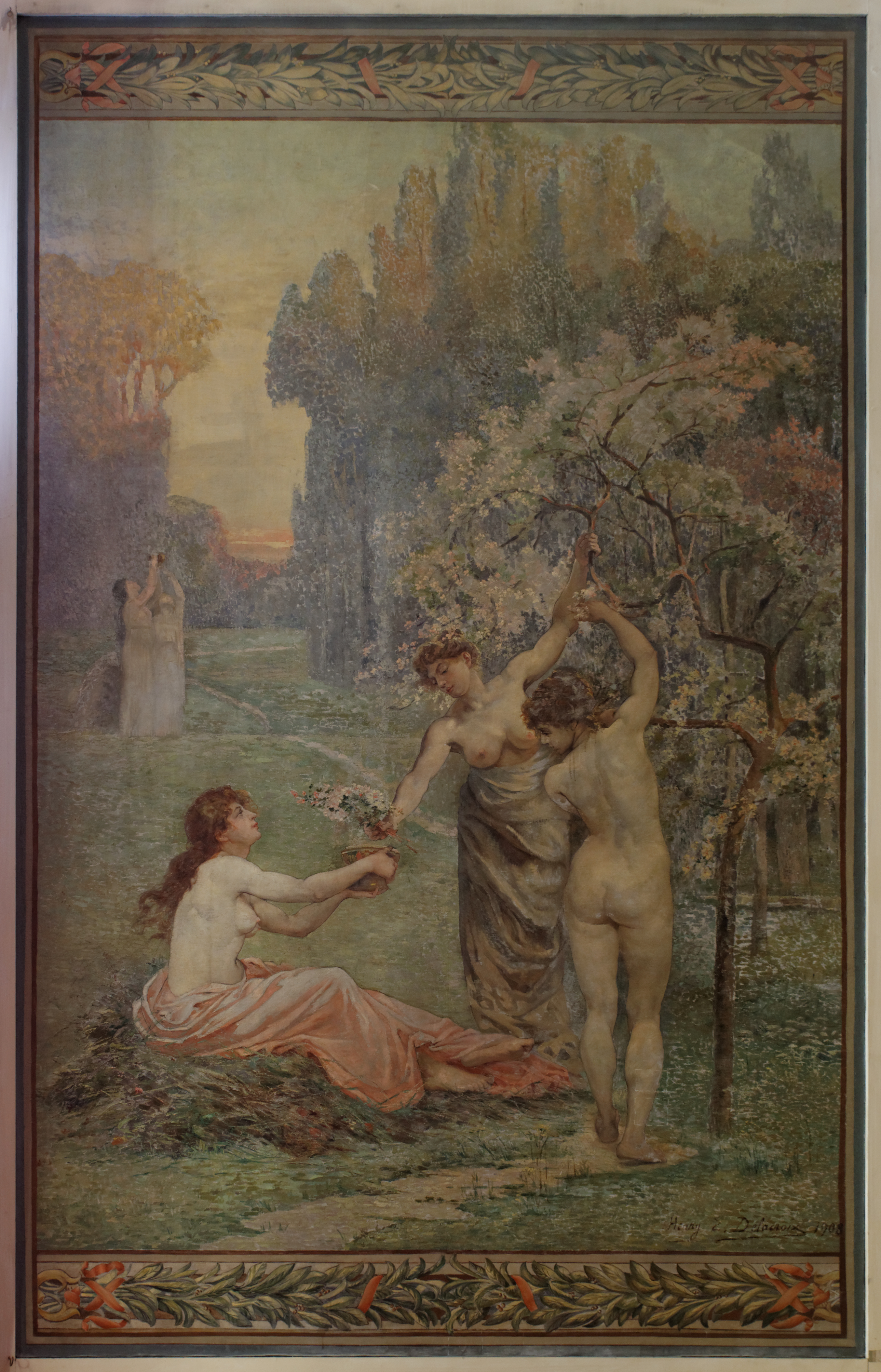
L'Odorat

## Quelques élèves[1]
- Eugène Chigot
- Adolphe Crauk
- René Delame[17]
- Mathilde Delattre[18]
- Félix Alexandre Desruelles
- Pauline Delacroix-Garnier
- Félix Alexandre Leleu Abraham
- Henry Jean Guillaume Martin[19]
- Emile Mussault[20]
- Corneille Theunissen